# Краснодар (парк)
Парк «Краснодар» (неофициально «Парк Галицкого») — городской парк, расположен на северо-востоке от центра Краснодара в Прикубанском округе, между улицами Восточно-Кругликовская и Героя Владислава Посадского, рядом со стадионом «Ozon Арена».
Парк построен на средства предпринимателя Сергея Галицкого и открыт 28 сентября 2017 года. Площадь составляет 22,7 га. В парке высажено больше 2,5 тысяч деревьев: дубы, грабы, ольхи, бонсаи, тополя, сосны, тюльпановые деревья, клёны, туи, декоративные сливы и хоризии, которые закрываются на зиму.

## История
Ранее на месте нынешнего парка располагался цветочный рынок с разворотным кольцом троллейбуса и сельскохозяйственные поля. Разработкой проекта занималось немецкое архитектурное бюро GMP International, спланировавшее спортивные арены в Краснодаре, Сочи, Берлине, Киеве, а также в Бразилии и ЮАР. Строительство парка началось осенью 2016 года. По приблизительным, оценкам строительство обошлось Сергею Галицкому в 4 млрд рублей, примерно $61,8 млн.
28 сентября 2017 года была открыта первая очередь парка, разделённая на 30 различных зон, среди которых наиболее выделяются амфитеатр, детские и спортивные площадки, цветочный сад с террасой.
В марте 2019 года открылась третья очередь парка, возведённая на 4 гектарах, на которых до этого располагался цветочный рынок с разворотным кольцом троллейбуса. В новой очереди были высажены вечнозеленые субтропические деревья и кустарники, а также открыт плоскостной фонтан. Вдоль фонтана расположилась комфортная зона с двумя рядами скамеек друг напротив друга.
26 декабря 2019 года была открыта четвёртая очередь парка, возведённая на месте тренировочных полей академии ФК «Краснодар». В новой очереди высадили пальмы и кипарисы, появился круглый водоём с декоративными рыбами, несколько фонтанов и большой плоскостной фонтан.
Управляющей компанией стало ООО «Инвестстрой», а предприятием, занимающимся озеленением — «Виста». За 10 месяцев был построен рекреационный объект с множеством прогулочных дорожек, водоемами, зонами для активного досуга и другими интересными участками.
Японский сад в парке «Краснодар» открылся 30 марта 2023 года. Площадь сада — 7,5 гектаров, протяженность пешеходных троп — 3591 метр. В саду высажено 6700 деревьев, 5900 кустарников и 280 000 цветов. Всего в саду 26 локаций, а также ресторан, кафе, музей и туалеты, вся архитектура выполнена в японском традиционном стиле. Вход в сад ограничен, но бесплатен, в целях сохранности внешнего вида за один раз впускают не более 250 человек. Это самый большой японский сад в мире за пределами Японии.
5 июля 2024 года состоялось открытие части седьмой очереди парка — аллея парка Облаков. Окончательное открытие аллеи планируется в апреле 2025 года.

## Объекты парка
В парке расположены следующие объекты:
- скейт-парк площадью около 1000 м²;

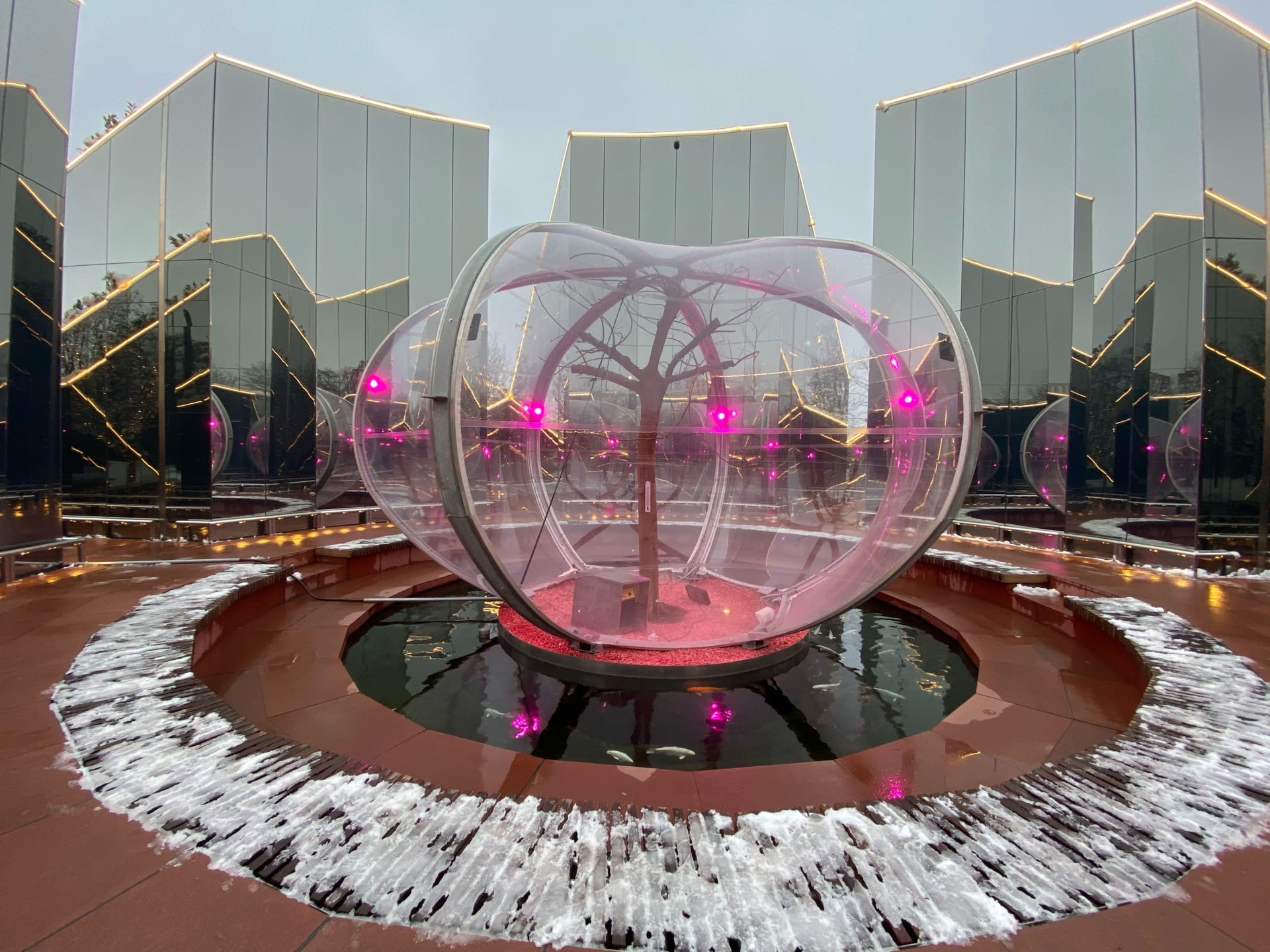
Центр Зеркального Лабиринта в Парке «Краснодар»

- скульптура «Бык»;
- СУСЦентр Зеркального Лабиринта в Парке «Краснодар»

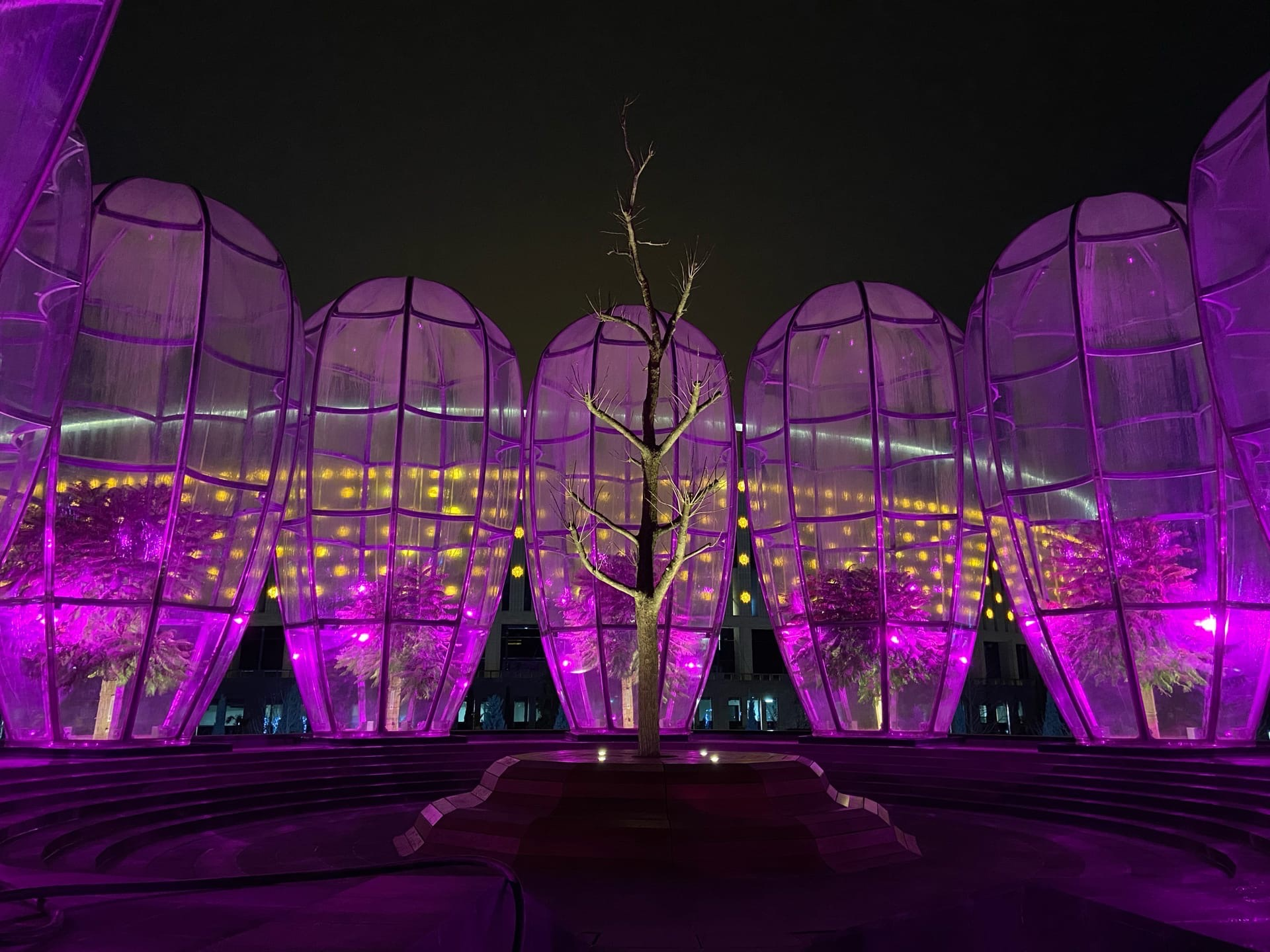
Вершина «Круглого фонтана» в Парке «Краснодар»

- арт-объект «Геолокация»;
- японский сад;
- водный лабиринт;
- музыкальный лабиринт;
- амфитеатр;
- скалодром;
- веревочный парк;Вершина «Круглого фонтана» в Парке «Краснодар»
- площадка для уличного баскетбола;
- «Ozon Арена»;
- аллея парка Облаков;

### Кафе и рестораны

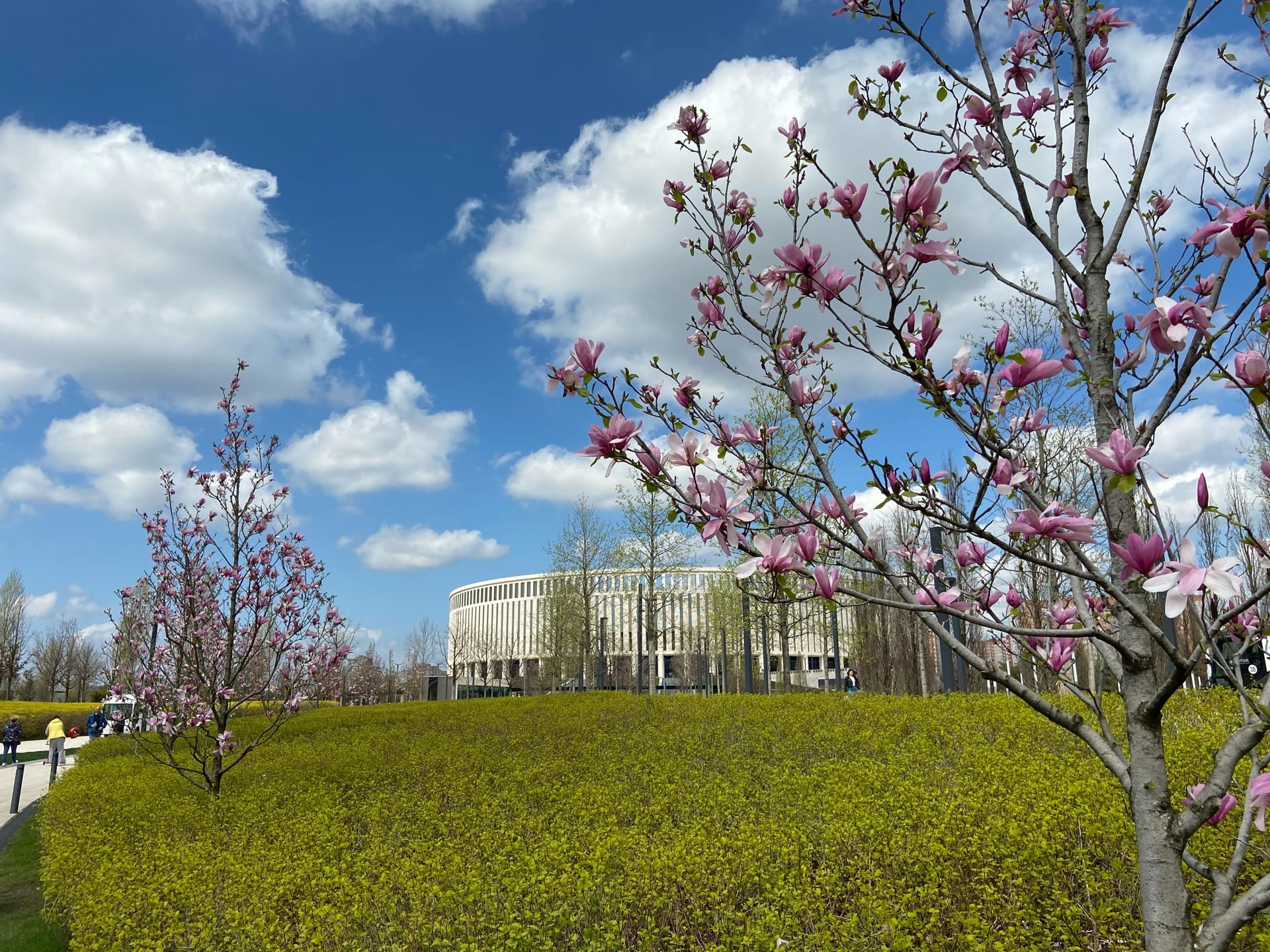
Парк «Краснодар» Весной

- Кафе «Краснодар».Парк «Краснодар» Весной
- Burger Bar.
- Кафе 1/62.
- Ресторан в японском саду Ryotei.

## Награды
- 2019 — лучший парк в номинации Eurasian Park Awards, премия International Лардж Urban Parks Awards[11];
- 2017 — лауреат в номинации «Общественное пространство» всероссийской премии в области архитектуры и дизайна «Приметы городов»[12].